# Merritt Island
Merritt Island ist eine Insel und ein gleichnamiger census-designated place (CDP) im Brevard County im US-Bundesstaat Florida. Das U.S. Census Bureau hat bei der Volkszählung 2020 eine Einwohnerzahl von 34.518 ermittelt.

## Geographie
Auf der Insel liegt das Cape Canaveral mit den Weltraumbahnhöfen Kennedy Space Center der NASA und Cape Canaveral Air Force Station der U.S. Air Force sowie dem Naturschutzgebiet vom Typ eines National Wildlife Refuges Merritt Island National Wildlife Refuge und die Canaveral National Seashore, ein Naturschutz- und Erholungsgebiet mit 40 km Sandstränden. Die Insel wird im Westen vom Indian River (Intracoastal Waterway) und im Osten vom Atlantik eingegrenzt. Sie wird von den Florida State Roads A1A, 3, 402, 520 und 528 (Martin Andersen Beachline Expressway, mautpflichtig) durchkreuzt.

## Demographische Daten
Laut der Volkszählung 2010 verteilten sich die damaligen 34.743 Einwohner auf 17.036 Haushalte. Die Bevölkerungsdichte lag bei 760,2 Einw./km². 88,7 % der Bevölkerung bezeichneten sich als Weiße, 4,9 % als Afroamerikaner, 0,5 % als Indianer und 2,2 % als Asian Americans. 1,1 % gaben die Angehörigkeit zu einer anderen Ethnie und 2,6 % zu mehreren Ethnien an. 6,1 % der Bevölkerung bestand aus Hispanics oder Latinos.
Im Jahr 2010 lebten in 26,2 % aller Haushalte Kinder unter 18 Jahren sowie 34,2 % aller Haushalte Personen mit mindestens 65 Jahren. 65,7 % der Haushalte waren Familienhaushalte (bestehend aus verheirateten Paaren mit oder ohne Nachkommen bzw. einem Elternteil mit Nachkomme). Die durchschnittliche Größe eines Haushalts lag bei 2,33 Personen und die durchschnittliche Familiengröße bei 2,82 Personen.
21,5 % der Bevölkerung waren jünger als 20 Jahre, 17,4 % waren 20 bis 39 Jahre alt, 33,4 % waren 40 bis 59 Jahre alt und 27,7 % waren mindestens 60 Jahre alt. Das mittlere Alter betrug 48 Jahre. 49,0 % der Bevölkerung waren männlich und 51,0 % weiblich.
Das durchschnittliche Jahreseinkommen lag bei 58.528 $, dabei lebten 9,5 % der Bevölkerung unter der Armutsgrenze.
Im Jahr 2000 war Englisch die Muttersprache von 93,27 % der Bevölkerung, spanisch sprachen 3,61 % und 3,12 % hatten eine andere Muttersprache.

## Sehenswürdigkeiten
Folgende Objekte, meist Teil des Kennedy Space Centers (KSC), sind im National Register of Historic Places gelistet:
| - Central Instrumentation Facility (KSC) - Crawlerway (KSC) - KSC Headquarters Building (KSC) - Dr. George E. Hill House - Launch Complex 39-Pad A (KSC) - Launch Complex 39-Pad B (KSC) | - Launch Control Center (KSC) - Missile Crawler Transporter Facilities (KSC) - Old Haulover Canal - Operations and Checkout Building (KSC) - Press Site–Clock and Flag Pole (KSC) - Vehicle Assembly Building-High Bay and Low Bay (KSC) |

## Söhne und Töchter der Stadt
- Keith Notary (* 1960), Segler
- Eric Rudolph (* 1966), Attentäter des Bombenanschlags auf die Olympischen Spiele 1996 in Atlanta